# Mircea Flonta
Mircea Flonta (n. 1 aprilie 1932, Supur, România) este un filozof român, profesor emerit la Facultatea de Filozofie a Universității din București, specialist în teoria cunoașterii, epistemologie, filozofia limbajului. Este membru titular al Academiei Române. A urmat cursurile preuniversitare la Liceul „Gheorghe Șincai”, actualul Colegiu Național „Gheorghe Șincai” din Baia Mare. În perioada 1951-1955 urmează cursurile Facultății de Filozofie din București. Obține doctoratul în filozofie în 1970 cu o lucrare despre epistemologia genetică, iar în perioadele 1972-1973, 1985, 1991, 2000 a fost bursier al Fundației Alexander von Humboldt.

## Opera
| Conținut extins |
| --- |
| - Adevăruri necesare? Studiu monografic asupra analiticității, Editura Științifică și Enciclopedică, București, 1975, 262 pp. - Perspectivă filozofică și rațiune științifică: Presupoziții filozofice în știința exactă, Editura Științifică și Enciclopedică, București, 1985, 392 pp. - Cognitio: O introducere critică în problema cunoașterii, ALL (colecția „Philosophica”), București, 1994, 199 pp., ISBN 973-9156-40-1. Ediția a II-a, revăzută și adăugită: ALL, București, 2008, 236 pp., ISBN 978-973-571-878-7 - Imagini ale științei, Editura Academiei Române, București, 1994, 210 pp., ISBN 973-27-0444-6. Ediție nouă, revăzută și întregită cu un nou studiu și un epilog: Ratio et Revelatio (colecția „Ratio / Philosophia scientiae”), Oradea, 2024, 430 pp., ISBN 978-630-6657-00-1 - Cum recunoaștem Pasărea Minervei? Reflecții asupra percepției filozofiei în cultura românească, Editura Fundației Culturale Române, București, 1998, 281 pp., ISBN 973-577-124-1 - Kant în lumea lui și în cea de azi: Zece studii kantiene, Polirom (colecția „Seminar. Filozofie”), Iași, 2005, 320 pp., ISBN 973-681-959-0 - Gânditorul singuratic: Critica și practica filozofiei la Ludwig Wittgenstein, Humanitas, București, 2008, 392 pp., ISBN 978-973-50-2109-2 - Darwin și după Darwin: Studii de filozofie a biologiei, Humanitas (colecția „Academica”), București, 2010, 319 pp., ISBN 978-973-50-2812-1 - 20 de întrebǎri și rǎspunsuri despre Immanuel Kant, Humanitas, București, 2012, 204 pp., ISBN 978-973-50-3842-7. Ediția a II-a: Humanitas, București, 2024, ISBN 978-973-50-8379-3 - Drumul meu spre filozofie, Humanitas (colecția „Memorii. Jurnale”), București, 2016, 332 pp., ISBN 978-973-50-5121-1 - Răspântii ale gândirii: Despre identitatea filozofiei, relația știință–religie și alte subiecte de interes general, Humanitas, București, 2017, 316 pp., ISBN 978-973-50-5891-3 - Ce este mai presus de orice? Lumea cercetătorilor între iubirea de patrie și spiritul universalist al științei în timpul Primului Război Mondial (împreună cu Cătălin Vasilescu), Humanitas, București, 2020, 312 pp., ISBN 978-973-50-7029-8 - Filozofia cercetătorului: Înțelegerea fizicii cuantelor la Niels Bohr și Werner Heisenberg, Humanitas (colecția „Știință”), București, 2022, 408 pp., ISBN 978-973-50-7618-4 - Fascinația absolutului: Filozofia speculativă în viziunea lui Lucian Blaga și Constantin Noica, volum îngrijit de Grigore Vida, Humanitas, București, 2024, 416 pp., ISBN 978-973-50-8646-6 - Teorie și experiment (împreună cu Alexandru Valentin), Editura Politică, București, 1971 - Epistemologia și analiza logică a limbajului științei: Rezultate – Perspective – Limite, Editura Politică, București, 1975, 307 pp. - Immanuel Kant: 200 de ani de la apariția „Criticii rațiunii pure“ (împreună cu Alexandru Boboc, Radu Pantazi și Ilie Pârvu), Editura Academiei RSR, București, 1982, 278 pp. - Teoria cunoașterii științifice (împreună cu Ștefan Georgescu și Ilie Pârvu), Editura Academiei RSR, București, 1982, 476 pp. - Lucian Blaga, Zum Wesen der rumänischen Volksseele, Minerva, București, 1982 - Filozoful-Rege? Filozofie, morală și viață publică, Humanitas, București, 1992, ISBN 973-28-0209-X - Descartes–Leibniz: Ascensiunea și posteritatea raționalismului clasic, Universal Dalsi, București, 1998, 271 pp., ISBN 973-9409-04-0 - Teoria cunoașterii: Teme, texte, literatură (împreună cu Constantin Stoenescu și Gheorghe Ștefanov), Editura Universității din București, București, 1999 (retipărire: 2005) - Filozofia practică a lui Kant (împreună cu Hans-Klaus Keul), Polirom (colecția „Seminar. Teorie politică”), Iași, 2000, 272 pp., ISBN 973-683-559-6 - Ludwig Wittgenstein în filozofia secolului XX (împreună cu Gheorghe Ștefanov), Polirom (colecția „A treia Europă”), Iași, 2002 , 256 pp., ISBN 973-683-853-6 - Introducere în teoria cunoașterii științifice (împreună cu Gabriel Nagâț și Gheorghe Ștefanov), Editura Universității din București, București, 2004 - Religia și societatea civilă (împreună cu Hans-Klaus Keul și Jörn Rüsen), Paralela 45, Pitești, 2005 - Darwin și gândirea evoluționistă (împreună cu Laurențiu Staicu și Virgil Iordache), Pelican, Giurgiu, 2011 - Metafizică și știință: Volum dedicat profesorului Ilie Pârvu (împreună cu Mircea Dumitru și Valentin Mureșan), Editura Universității București, București, 2012, ISBN 978-606-16-0069-4 - Filosofia științelor umane: In memoriam Mihail Radu Solcan (împreună cu Emanuel-Mihail Socaciu și Constantin Vică), Editura Universității din București, București, 2015, ISBN 978-606-16-0612-2 - Un profesor de filozofie: Alexandru Valentin (împreună cu Liana Ionescu), Editura Universității din București, București, 2016, ISBN 978-606-16-0726-6 - Mihail Radu Solcan, Vremuri noi, vremuri vechi: Jurnal 2007–2013 (împreună cu Constantin Vică), ART, București, 2019, ISBN 978-606-710-649-7 - Acțiune și rațiune: In memoriam Valentin Mureșan (împreună cu Emilian Mihailov și Mihaela Constantinescu), Editura Universității din București, București, 2021, ISBN 978-606-16-1248-2 - „Întâmplarea și determinismul concret”, Revista de filozofie, vol. 15, nr. 6 (1968), pp. 679–689, republicat în Existență, cunoaștere, valoare, Editura Didactică și Pedagogică, București, 1970, pp. 82–93 - „Problemele epistemologiei din perspectiva dezvoltării actuale a gândirii biologice”, Revista de filozofie, vol. 15, nr. 10 (1968), pp. 1197–1209 - „Subiect și obiect în cunoașterea perceptivă: critica empirismului și raționalismului”, Revista de filozofie, vol. 16 , nr. 7 (1969), pp. 667–679 și nr. 8, pp. 793–807 - „Structura coordonării acțiunilor și geneza operațiilor logico-matematice”, Analele Universității București. Seria Filozofie, vol. 18, nr. 1 (1969), pp. 83–89 - „Punctul de vedere al psihologiei inteligenței și disputa psihologism–logicism”, Analele Universității București. Seria Filozofie, vol. 19, nr. 2 (1970), pp. 43–54 - „Necesitatea legilor științei și problema inducției”, Revista de filozofie, vol. 18, nr. 2 (1971), pp. 143–154 - „Nivelele cunoașterii și scara modalităților”, Revista de filozofie, vol. 18, nr. 7 (1971), pp. 843–852 - „Modelele științei și evoluția problematicii teoriei cunoașterii”, Analele Universității București. Seria Filozofie, vol. 20 (1971), pp. 87–94 - „Puncte de vedere și metode moderne în studiul cunoașterii”, Revista de filozofie, vol. 19, nr. 5 (1972), pp. 681–692 - „«Analitic» la Kant”, Revista de filozofie, vol. 21, nr. 6 (1974), pp. 726–729. Versiune în germană revizuită: „Über «Analytisch» bei Kant”, Kant-Studien, vol. 67, nr. 2 (1976), pp. 210–215 - „Adevăr și semnificație. Considerații empirice”, Revista de filozofie, vol. 22, nr. 2 (1975), pp. 222–227 - „Câteva observații cu privire la caracterizarea mișcării cunoașterii ca trecere de la fenomen la esență”, Revista de filozofie, vol. 23, nr. 5 (1976), pp. 557–565 - „A «weak» and a «strong» Version of the Incommensurability Thesis”, Revue roumaine des sciences sociales. Philosophie et logique, vol. 22, nr. 3–4 (1978), pp. 395–406 - „O reabilitare a interacționalismului?”, Revista de filozofie, vol. 16, nr. 3 (1979), pp. 295–299 - „Über die Interpretation des Korrespondentsprinzips”, Revue roumaine des sciences sociales. Philosophie et logique, vol. 23, nr. 3–4 (1979), pp. 497–506 - „L’explication dans les disciplines historiques”, Revue roumaine des sciences sociales. Philosophie et logique, vol. 24, nr. 3 (1980), pp. 293–302 - „Istoria tradițională și istoria modernă a științei”, Revista de filozofie, vol. 28, nr. 3 (1981), pp. 261–268 - „The Context of Discovery and the Context of Justification: A Critical Appraisal in a Historical View”, Revue roumaine des sciences sociales. Philosophie et logique, vol. 25, nr. 3–4 (1981), pp. 175–180 - „Ideea științei naturii în Critica rațiunii pure”, Revista de filozofie, vol. 28, nr. 4 (1981), pp. 340–350 - „Presupoziții filozofice și judecată științifică în perspectivă istorică”, Revista de filozofie, vol. 29, nr. 1 (1982), pp. 33–36 - „Noi repere și perspective în filozofia științei”, Revista de filozofie, vol. 29, nr. 2 (1982), pp. 213–217. Versiune în engleză: Revue roumaine des sciences sociales. Philosophie et logique, vol. 27, nr. 1 (1983), pp. 80–84 - „Raționalitatea științifică: O apreciere critică a concepției curente din perspectiva controverselor asupra fundamentelor unei discipline științifice”, Analele științifice ale Universității „Al.I. Cuza” din Iași (serie nouă). Secțiunea III b. Filozofie, vol. 29, nr. 1 (1983), pp. 21–26 - „Philosophische Annahmen und wissenchaftliche Werturteile”, Revue roumaine des sciences sociales. Philosophie et logique, vol. 27, no. 1 (1983), pp. 45–48 - „De la empirie la teorie: reflecții asupra rolului gândirii matematice în constituirea conceptelor și legilor științei teoretice a naturii”, Voprosî Filosofii (1984), nr. 3, pp. 86–92 (în limba rusă) - „Philosophical Grounds of the Scientist Opposition to new Scientific Ideas”, Noesis, nr. 12 (1986), pp. 134–139 - „Im welchen Sinn hat Wissenschaft eine Geschichte? Lucian Blagas Antwort”, Revue roumaine des sciences sociales. Philosophie et logique, vol. 30, nr. 3-4 (1986), pp. 303–307 - „Ontologie și cunoaștere științifică la G. Lukács”, Revista de filozofie, vol. 31, nr. 5 (1984), pp. 439–443 - „De la filozofia culturii la teoria științei”, Manuscriptum, anul XVII (1986), nr. 3 (56), pp. 54–56 - „Normativ și descriptiv în filozofia științei”, Revista de filozofie, vol. 34, nr. 1 (1987), pp. 23–29 - „Parapsihologia și criteriile cunoașterii obiective”, Revista de filozofie, vol. 35, nr. 3 (1988), pp. 289–300 - „Semnificația spirituală a științei”, Academica, nr. 2–3 (1990) - „Ludwig Wittgenstein și tradiția filozofică”, Caiete europene, nr. 1/1991, pp. 18–38 - „Empirismul lui Locke”, Revista de filozofie, vol. 39, nr. 1 (1992), pp. 52–64 - „Scientific Paper and Scientific Research”, Noesis, nr. 16 (1992), pp. 97–104 - „Poate fi fixat conceptul cunoașterii științifice prin raportare la valori cognitive?”, Revista de filozofie, vol. 40, nr. 2 (1993), pp. 121–134 - „Filozofie critică și construcție metafizică”, Revista de filozofie, vol. 40, nr. 5 (1993), pp. 445–451 - „Cunoașterea filozofică, un concept problematic”, Academica, III, nr. 11 (1993) - „Über die Abgrenzung wissenschaftlicher Erkenntnis”, Noesis, nr. 19 (1994), pp. 51–59 - „Kant în cultura filozofică românească”, Revista de filozofie, vol. 41, nr. 6 (1994), pp. 543–555 - „Unificarea cunoașterii: abordarea clasică și neclasică”, Revista de filozofie, vol. 42, nr. 4 (1995), pp. 363–369 - „Metafizicǎ a cunoașterii și sistem metafizic la Lucian Blaga”, Revista de filozofie, vol. 42, nr. 5–6 (1995), pp. 507–519. Republicat în Meridian Blaga, Casa Carții de Stiințǎ, Cluj-Napoca, pp. 63–81 - „Does the Scientific Paper Accurately Mirror the very Grounds of Scientific Assessment?”, Theoria: An International Journal for Theory, History and Foundations of Science, vol. 11, nr. 27 (1996), pp. 19–31 - „Condiții ale posibilității unei filozofii generale a științei: un examen critic”, Revista de filozofie, vol. 43, nr. 1–2 (1996), pp. 55–67 - „Ascent to a Third Level of Holism”, Revue roumaine de philosophie (1996), pp. 39–42 - „Allgemeine Naturgesetze: Kant versus Newton”, Noesis, nr. 22 (1997), pp. 115–122 - „Cultură filozofică și gândire filozofică”, Revista de filozofie, vol. 44, nr. 1 (1997), pp. 5–16 - „Constantin Noica: între gândul propriu și sistem”, Revista de filozofie, vol. 44, nr. 4 (1997), pp. 355–380 - „Analytische versus historisch orientierte Wissenschaftheorie”, Krisis, nr. 6 (1998), pp. 31–40 - „A Gulf of Misunderstanding: Between Radical Relativism and Rough Realism”, Millennium III (1999), pp. 189–198. Versiune în limba română la pp. 179–187 - „Revoluția darwiniană ca schimbare a «ochelarilor gândirii»”, Krisis, nr. 8-9 (1999), pp. 47–57 - „Teoria cunoașterii științifice: O privire de ansamblu asupra orientărilor și dominantelor tematice”, Revista de filozofie, vol. 47, nr. 3–4 (2000), pp. 275–294. Republicat în Categorii și concepte în filozofia științei, Editura Academiei, București, 2011, pp. 41–59 - „Succesiune de teorii închise sau așezare mai profundă a fundamentelor? Două perspective asupra evoluției teoriilor în fizica modernă”, Analele Universității din București. Seria Filozofie, vol. 49 (2000), pp. 91–116 - „Ludwig Wittgenstein și philosophia perennis”, Revista de filozofie, vol. 48, nr. 3–4 (2001), pp. 369–376 - „Poziția lui Nietzsche față de creștinism: Presupoziții, motive, implicații”, Secolul XXI, nr. 1-6 (2001), pp. 64–72 - „Research Orientation and Metatheoretical Reflection”, Proceedings of the Romanian Academy. Series A, vol. 1, nr. 2–3 (2002), pp. 223–226 - „Russell și Wittgenstein: Apropiere și despărțire”, Revista de filozofie, vol. 49, nr. 5–6 (2002), pp. 625–640 - „Dincolo de idealul științei. De la Tractatus la Cercetări filozofice”, Analele Universității din București. Seria Filozofie, vol. 52 (2003), pp. 3–19 - „Filozofia transcendentală și principiile metafizice ale științei naturii”, Revista de filozofie, vol. 51, nr. 3–4 (2004), pp. 409–425 - „O posibilă discuție între Blaga și Kant”, Tomis, octombrie–noiembrie–decembrie 2004 - „O formulare a principiului istorismului”, Analele Universității din București. Seria Filozofie, vol. 54 (2005), pp. 41–53 - „Istoricitate și progres la Blaga”, Revista de filozofie, vol. 52, nr. 3–4 (2005), pp. 373–385 - „Ce este o personalitate științifică? Cazul Einstein”, Revista de filozofie, vol. 52, nr. 5-6 (2005), pp. 663–679. Versiune prescurtată: Academica, 2005, nr. 41–42, pp. 47–52 - „Ce este autentic filozofic și cine este filozof?”, Cuvântul, anul XI (2005), nr. 7 - „The Return of Complexity”, Milenium III (2007), pp. 141–147 - „Premise și consecințe ale genezei științei matematice a naturii”, Logos Architekton: Journal of Logic and Philosophy of Science, vol. 1, nr. 1 (2007), pp. 95–114 - „Cine sunt judecătorii? Genuri filozofice și audiența lor”, Analele Universității din București. Seria Filozofie, vol. 56 (2007), pp. 3–21 - „Ce este filozofia analitică? Concepte mai restrictive și mai cuprinzătoare”, Revista de filozofie analitică, vol. 2, nr. 1 (2008), pp. 1–19 - „Rezistența față de Darwin”, Academica, 2009, nr. 1–2, pp. 29–38 - „Ce fel de filozofie propune Constantin Noica?”, Academica, 2009, nr. 5–6, pp. 30–35 - „Kant și interogația transcendentalǎ în opera lui Constantin Noica”, în Analele Universității din București. Seria Filozofie, vol. 59 (2010), pp. 113–125 - „Ce fel de filozofie este filozofia Școlii de la Copenhaga?”, Revista de filozofie analitică, vol. 5, nr. 1 (2011), pp. 5–23 - „Cum va fi înțeleasǎ Structura revoluțiilor științifice de cǎtre un cititor al lui Wittgenstein?”, Revista de filozofie, vol. 59, nr. 4 (2012), pp. 496–523. Republicat în Angela Botez, Henrieta Anișoara Șerban, Oana Vasilescu, Marius Augustin Draghici și Gabriel Nagâț (ed.), Thomas Kuhn despre revoluție și paradigmă în dezvoltarea științei, Pro Universitaria, București, 2014, pp. 164–189 - „Filozofia teoretica și practicǎ a lui Kant. Pe urmele unei însemnari a lui Heine”, Revista de filozofie, vol. 60, nr. 5–6 (2013), pp. 588–599 - „What is Analytic Philosophy? General and restrictive concepts”, Transylvanian Review, vol. 23, nr. 2 (2014), pp.100–118 - „ Wittgenstein despre filozofia russellianǎ a matematicii”, Revista de filozofie, vol. 62, nr. 2 (2015), pp. 161–172 - „Natura și dinamica științei în concepția lui Th.S. Kuhn”, studiu introductiv la Thomas S. Kuhn, Structura revoluțiilor științifice, [traducere de Radu J. Bogdan], Editura Științifică și Enciclopedică (colecția „Enciclopedia de buzunar”), București, 1976, pp. 5–35 - „Despre rădăcinile istorice și destinul Logicii cercetării”, studiu introductiv la Karl R. Popper, Logica cercetării, traducere de Mircea Flonta, Alexandru Surdu și Erwin Tivig, Editura Științifică și Enciclopedică, București, 1981, pp. 13–53 - „Thomas Kuhn și reconstrucțiile filozofice ale metodei cunoașterii științifice”, studiu introductiv la Thomas. S. Kuhn, Tensiunea esențială: Studii despre tradiție și schimbare în știință, traducere de Any Florea, Editura Științifică și Enciclopedică, București, 1982, pp. 7–34 - „Natura omenească și puterile cunoașterii în filozofia lui David Hume”, studiu introductiv la David Hume, Cercetare asupra intelectului omenesc, traducere de Mircea Flonta, Adrian-Paul Iliescu și Constanța Niță, Editura Științifică și Enciclopedică (colecția „Clasicii filozofiei universale”), București, 1987, pp. 7–73. Versiune revizuită: „Personalitatea și filozofia lui David Hume”, studiu introductiv la David Hume, Cercetare asupra intelectului omenesc, traducere de Mircea Flonta și Adrian-Paul Iliescu, Ratio et Revelatio (colecția „Philosophia Britannica”), Oradea, 2014, pp. 11–73 - „Prolegomenele și Critica rațiunii pure“, studiu introductiv la Immanuel Kant, Prolegomene la orice metafizică viitoare care se va putea înfățișa drept știință, traducere de Mircea Flonta și Thomas Kleininger), Editura Științifică și Enciclopedică (colecția „Clasicii filozofiei universale”), București, 1987, pp. 8–40. Ediția a II-a: ALL, București, 1996, pp. 9–41; ediția a III-a: Paralela 45, Pitești, 2005, pp. 9–44; ediția a IV-a: Humanitas, București, 2014, pp. 11–54, pdf - „Idealul cunoașterii și idealul umanist la Albert Einstein”, postfață la Albert Einstein, Cum văd eu lumea: O antologie, traducere de Mircea Flonta, Ilie Pârvu și Dragan Stoianovici, Humanitas, București, 1992, pp. 292–335. Ediția a II-a: 1996, pp. 367–411; ediția a III-a: 2000, pp. 415–465 - Prefață la Mircea Flonta (ed.), Filozoful-Rege? Filozofie, morală și viață publică, Humanitas, București, 1992, pp. 7–14 - Notă introductivă la Ludwig Wittgenstein, Caietul albastru, traducere de Mircea Dumitru, Mircea Flonta și Adrian-Paul Iliescu, Humanitas, București, 1993, pp. 5–20. Ediția a II-a: 2005, pp. 7–22; ediția a III-a: 2013, pp. 9–21 - Notă introductivă la Georg Henrik von Wright, Explicație și înțelegere, traducere de Mihai D. Vasile, Humanitas (colecția „Știință și filozofie”), București, 1995, pp. 5–17 - „Bertrand Russell și începuturile filozofiei analitice”, studiu introductiv la Bertrand Russell, Problemele filozofiei, traducere de Mihai Ganea, ALL, București, 1995, pp. 5–14. Ediția a II-a: 1998; ediția a III-a: 2004 - „Richard Rorty, radicalizarea pragmatismului și «moartea filosofiei»”, studiu introductiv la Richard Rorty, Contingență, ironie și solidaritate, traducere de Corina Sorana Ștefanov, ALL (colecția „Filozofia secolului XX”), București, 1998, pp. 10–22 - „Afacerea Sokal și critica relativismului epistemologic contemporan”, prefață la Gheorghe-Sorin Părăoanu, Tranziții ontologice, ALL, București, 1998, pp. 5–20 - „Thomas Kuhn și reorientarea istorică în filozofia științei”, studiu introductiv la Thomas S. Kuhn, Structura revoluțiilor științifice, traducere de Radu J. Bogdan, Humanitas, București, 1999, pp. 5–49 - Notă istorică la Ludwig Wittgenstein, Tractatus Logico-Philosophicus, traducere de Mircea Flonta și Mircea Dumitru, Humanitas, București, 2001, pp. 5–24. Ediția a II-a: 2012, pp. 9–32 - „În ajutorul cititorului”, studiu introductiv la Ludwig Wittgenstein, Tractatus Logico-Philosophicus, traducere de Mircea Flonta și Mircea Dumitru, Humanitas, București, 2001, pp. 25–73. Versiune revizuită în ediția a II-a: 2012, pp. 33–95 - „Un autor pe nedrept uitat”, studiu introductiv la Moritz Schlick, Formă și conținut: O introducere în gândirea filozofică, traducere de Angela Teșileanu, Mircea Flonta și Constantin Stoenescu, Pelican, Giurgiu, 2003, pp. 7–33 - „Teme epistemologice în era metafizicii clasice”, studiu introductiv la Gottfried Wilhelm Leibniz, Noi eseuri asupra intelectului omenesc, traducere de Marius Tianu, ALL, București, 2003, pp. 9–32 - Notă istorică la Ludwig Wittgenstein, Cercetări filozofice, traducere de Mircea Dumitru și Mircea Flonta în colaborare cu Adrian-Paul Iliescu, Humanitas, București, 2004, pp. 8–20. Ediția a II-a: 2013, pp. 11–23 - „Cum se poate vorbi cu sens despre ceea ce este cert și ceea ce este îndoielnic?”, notă introductivă la Ludwig Wittgenstein, Despre certitudine, traducere de Ion Giurgea în colaborare cu Mircea Flonta, Humanitas, București, 2005, pp. 9–46. Ediția a II-a: 2013, pp. 9–38 - „Apologia lui Heisenberg”, posfață la Werner Heisenberg, Partea și întregul: Discuții în jurul fizicii atomice, traducere de Maria Țițeica, Humanitas (colecția „Știință”), București, 2008, pp. 323–352. Retipăriri: 2010, 2015 - Cuvânt înainte la Corneliu Bălan, Mecanica fluidelor pentru filozofi, scrisă de un inginer, Politehnica Press, București, 2012, pp. 7–11 - „Cine are dreptate?”, postfațǎ la Daniel C. Dennett și Alvin Plantinga, Științǎ și religie: Sunt ele compatibile?, traducere de Antoaneta Sabău și Florin George Călian, Ratio et Revelatio, Oradea, 2014, pp. 103–119 - „Darwin: Cercetătorul și gânditorul”, studiu introductiv la Autobiografia lui Charles Darwin, traducere de Ioana Miruna Voiculescu, Andrei Bontaș și Ancuța Bontaș, Humanitas (colecția „Memorii. Jurnale”), București, 2017, pp. 9–38 - „De la Caietul albastru la Cercetările filozofice”, prefață la Ludwig Wittgenstein, O privire filozofică (așa-numitul „Caiet brun”), traducere de Cătălin Cioabă și Mircea Flonta, Humanitas, București, 2018, pp. 9–42 - Apropieri: Convorbiri cu Romulus Brâncoveanu, Paralela 45 (colecția „Odiseu”), Pitești, 2005, 205 pp., ISBN 973-697-408-1 - Filosofia într-o lume pragmatică: Impresii, experiențe, reflecții: Șase convorbiri cu Leonid Dragomir, Cartex, București, 2024, 192 pp., ISBN 978-630-6651-16-0 - Adrian-Paul Iliescu (ed.), Cunoaștere și analiză: Volum omagial Mircea Flonta, ALL Educațional (colecția „Profiluri filozofice”), București, 1998, ISBN 973-9392-34-2 - Mircea Dumitru, Adrian-Paul Iliescu, Valentin Mureșan și Cosmin Văduva (ed.), 60 de ani în universitate: O carte dedicată profesorului Mircea Flonta, 2 vol., Editura Universității din București, București, 2015, ISBN 978-606-16-0684-9 |